# ラバスティッド＝デュ＝オー＝モン
ラバスティッド＝デュ＝オー＝モン （Labastide-du-Haut-Mont）は、フランス、オクシタニー地域圏、ロット県のコミューン。

## 地理
コミューンは、パリ子午線上にある。東側をカンタル県と接している。

## 由来
Labastide-du-Haut-Montは地名学的にはオック語のBastidaからきている。Bastidaとは要塞化した村を指す言葉で、1267年に特権が与えられた。

## 歴史
第二次世界大戦中、ラバスティッド＝デュ＝オー＝モン周辺ではレジスタンス運動に参加する重要なマキが匿われた。そこは、武器と人員の両方とも、非合法にパラシュート降下が行われる重要な区域だった。

## 史跡

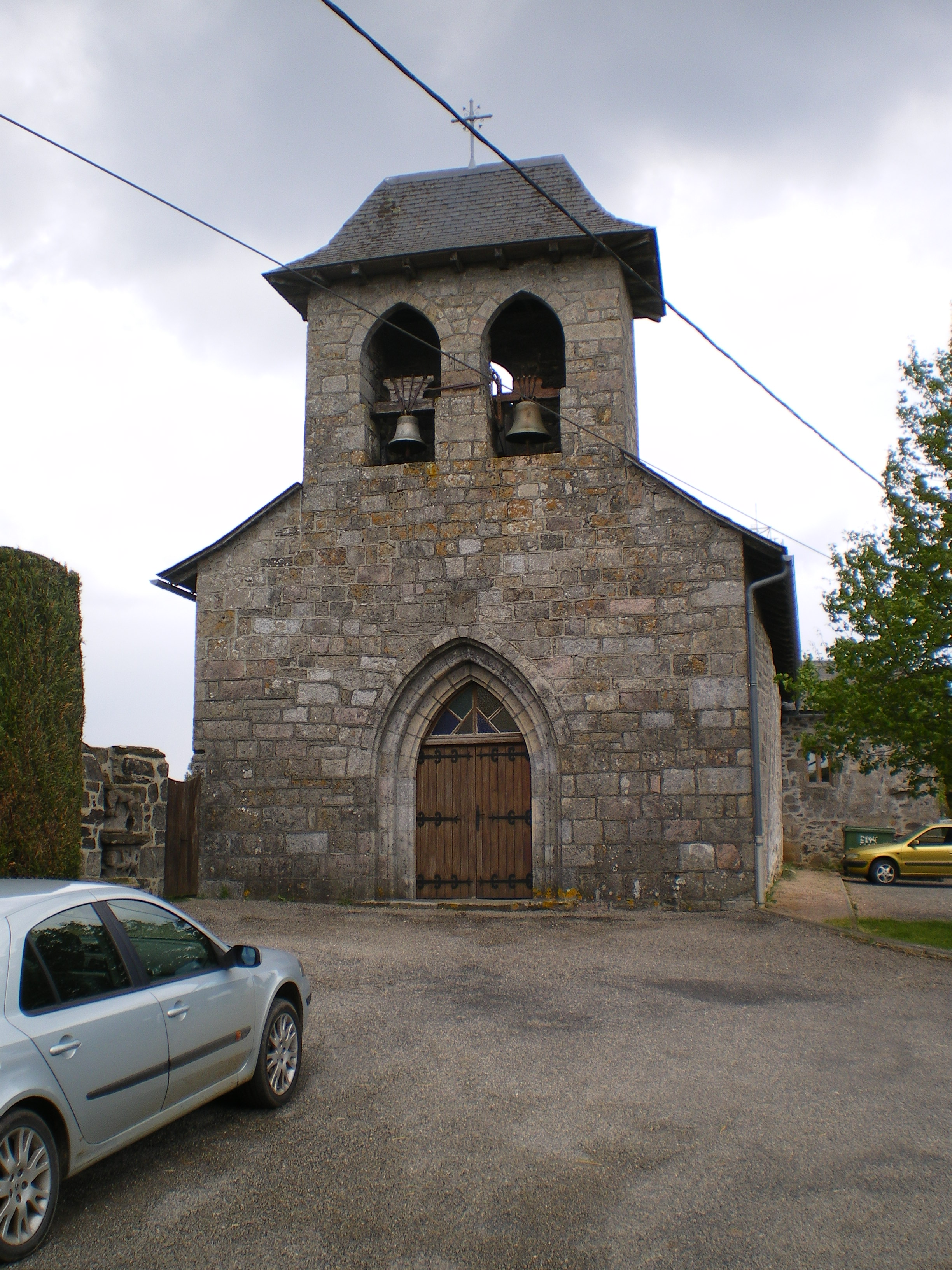
教会

教会には、歴史的記念物に登録された美術品がある。
- 2つの柱頭[2]
- 民芸の聖母子像[3]

## 人口統計
| 1962年 | 1968年 | 1975年 | 1982年 | 1990年 | 1999年 | 2006年 | 2015年 |
| ------ | ------ | ------ | ------ | ------ | ------ | ------ | ------ |
| 99     | 109    | 89     | 91     | 70     | 62     | 44     | 48     |

参照元:1962年から1999年までは複数コミューンに住所登録をする者の重複分を除いたもの。それ以降は当該コミューンの人口統計によるもの。1999年までEHESS/Cassini、2006年以降INSEE

## 参照
1. ↑  Bazalgues, Gaston (June 2002). À la découverte des noms de lieux du Quercy: Toponymie lotoise (フランス語). Gourdon: Éditions de la Bouriane et du Quercy. p. 113. ISBN 2-910540-16-2。.
2. ↑  http://www2.culture.gouv.fr/public/mistral/palissy_fr?ACTION=CHERCHER&FIELD_1=REF&VALUE_1=PM46000172
3. ↑  http://www2.culture.gouv.fr/public/mistral/palissy_fr?ACTION=CHERCHER&FIELD_1=REF&VALUE_1=PM46000173
4. ↑  http://cassini.ehess.fr/cassini/fr/html/fiche.php?select_resultat=2874
5. ↑  https://www.insee.fr/fr/statistiques/3293086?geo=COM-46135
6. ↑  http://www.insee.fr